# Two Tribes
Two Tribes, per esteso Two Tribes (We Don't Want to Die), è il secondo singolo del gruppo musicale britannico Frankie Goes to Hollywood, pubblicato nel 1984.

## Il brano
Caratterizzato da sonorità martellanti, veloci, e da arrangiamenti orchestrali, il brano è una critica alla guerra fredda fra gli Stati Uniti e l'Unione Sovietica (le due "tribù" del titolo), che avrebbe potuto causare una catastrofe nucleare. È stata scritta da Holly Johnson su musica del bassista Mark O'Toole e il batterista Peter Gill. Il videoclip mostra appunto le caricature dei politici Ronald Reagan e Černenko che si azzuffano in un'arena, incitati dal pubblico, ricordando due gladiatori romani.
Oltre a presentare la voce dell'attore Patrick Allen, che narra le istruzioni per sopravvivere nel caso vi fosse un'esplosione nucleare, Two Tribes include citazioni dai film Mad Max 2 e Cover Girl Killer. Da quest'ultimo è tratta la frase:
(Two Tribes)
Il singolo rimase al primo posto delle classifiche inglesi per nove settimane consecutive, durante le quali il precedente Relax fece ritorno alla seconda posizione. Il gruppo detenne dunque per alcune settimane sia il primo che il secondo posto della classifica.
Il brano è stato inserito nella prima stampa su 33 giri della colonna sonora del film "Phenomena" di Dario Argento, anche se non è presente nel film.

## Il video
Il videoclip realizzato per Two Tribes  è stato pubblicato il 3 Aprile 2018 insieme a Relax e Welcome To The Pleasuredome.  Il video è stato registrato da Godley & Creme e rappresenta un incontro di wrestling tra Ronald Reagan e Konstantin Chernenko con alle spalle dei rappresentanti delle nazioni del mondo.

## Tracce

### 7": ZTT / ZTAS 3
1. "Two Tribes" – 3:57
2. "One February Friday" – 4:55

### 7" (picture disc): ZTT / P ZTAS 3
1. "Two Tribes" – 3:57
2. "One February Friday" – 4:55

### 12": ZTT / 12 ZTAS 3
1. "Two Tribes" (Carnage) – 7:54
2. "War" (Hide Yourself) – 4:12
3. "One February Friday" – 1:46
4. "Two Tribes" (Surrender) – 3:46
5. ["The Last Voice"] (unlisted) – 1:14

### 12": ZTT / WARTZ 3
1. "Two Tribes" (Extended Version) – 9:10
2. "War" (Hide Yourself) – 4:12
3. "Two Tribes" – 4:11
4. "One February Friday" – 4:57

1. "War" (Hidden) – 8:33
2. "Two Tribes" (Carnage) – 7:54
3. "One February Friday" (12" edit) – 1:46

### 12": ZTT / X ZIP 1
1. "Two Tribes" (Hibakusha) – 6:38
2. "War" (Hide Yourself) – 4:12
3. "One February Friday" (12" edit) – 1:46
4. "Two Tribes" (Surrender) – 3:46
5. ["The Last Voice"] [Edited] (unlisted) – 0:35

### 12": ZTT / XZTAS 3DJ
1. Two Tribes (Carnage) – 7:56
2. Relax (New York Mix) – 7:23

### MC: ZTT / CTIS 103
1. "[On The Subject of Frankie Goes to Hollywood]" – 0:23
2. "One February Friday (part 1)" – 0:38
3. "Two Tribes" (Keep The Peace) – 15:17
4. "One February Friday (part 2)" – 1:08
5. "War" (Somewhere Between Hiding And Hidden) [identical to "War" (Hide Yourself)] – 4:12
6. "One February Friday (part 3) – 0:21
7. "[War Is Peace]" – 0:05

### 2014 Digital Download #1: Two Tribes
1. "Two Tribes" (Annihilation 7") – 3:56
2. "Two Tribes" (Carnage 7") – 4:12
3. "Two Tribes" (Annihilation) – 9:09
4. "Two Tribes" (Carnage) – 7:54
5. "Two Tribes" (Hibakusha) – 6:37
6. "Two Tribes" (Hibakush-ah!) – 6:59
7. "One February Friday" – 4:57
8. "The Last Voice" – 1:14

### 2014 Digital Download #2: War (Hidden)
1. "War!" (Hidden) – 8:33
2. "War!" (Hide yourself!) – 4:14
3. "One February Friday" (12" Edit) – 1:45
4. "Two Tribes" (Surrender) – 3:44
5. "War!" (..And Hide) [identical to the album version] – 6:13
6. "War!" (Coming out of Hiding) – 3:17

## Classifiche

### Classifiche settimanali
| Classifica (1984)             | Posizione massima |
| ----------------------------- | ----------------- |
| Australia                     | 4                 |
| Austria                       | 16                |
| Belgio (Fiandre)              | 1                 |
| Canada                        | 9                 |
| Finlandia                     | 2                 |
| Francia                       | 22                |
| Germania                      | 1                 |
| Irlanda                       | 1                 |
| Italia                        | 15                |
| Norvegia                      | 4                 |
| Nuova Zelanda                 | 1                 |
| Paesi Bassi                   | 1                 |
| Regno Unito                   | 1                 |
| Spagna                        | 8                 |
| Stati Uniti                   | 43                |
| Stati Uniti (dance club)      | 3                 |
| Stati Uniti (mainstream rock) | 27                |
| Sudafrica                     | 8                 |
| Svezia                        | 9                 |
| Svizzera                      | 4                 |

### Classifiche di fine anno
| Classifica (1984) | Posizione |
| ----------------- | --------- |
| Australia         | 20        |
| Belgio (Fiandre)  | 2         |
| Germania          | 10        |
| Nuova Zelanda     | 12        |
| Paesi Bassi       | 14        |
| Regno Unito       | 4         |
| Svizzera          | 22        |

### Classifiche di fine decennio
| Classifica (1980-89) | Posizione |
| -------------------- | --------- |
| Regno Unito          | 4         |